# Sergio Villalobos
Pour les articles homonymes, voir Villalobos.
Sergio Fernando Villalobos Rivera, né le 19 avril 1930 à Angol, est un historien chilien. Il obtient en 1992 le Prix National d'histoire du Chili.